# قائمة الإسبان الحاصلين على جائزة نوبل

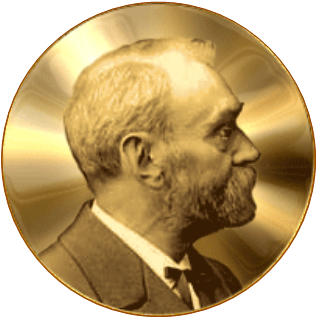
شعار جائزة نوبل.

منذ عام 1905 فاز الإسبانيين بعدة جوائز من جوائز نوبل. وفيما يلي قائمة كاملة عن الحائزين على جائزة نوبل من إسبانيا:

## الحائزين على الجائزة
| السنة | الصورة | الفائز                  | المجال |
| ----- | ------ | ----------------------- | ------ |
| 1904  |        | خوسيه إتشيغاراي         | الأدب  |
| 1906  |        | سانتياغو رامون إي كاخال | الطب   |
| 1922  |        | خاثينتو بينافينتي       | الأدب  |
| 1956  |        | خوان رامون خيمينيث      | الأدب  |
| 1959  |        | سيفيرو أوتشوا           | الطب   |
| 1977  |        | بيثنتي أليكساندري       | الأدب  |
| 1989  |        | كاميلو خوسيه ثيلا       | الأدب  |